# Pierre Ragues
Pierre Ragues, född den 10 januari 1984 i Caen, är en fransk racerförare.